# 東洋英和女学院大学短期大学部
東洋英和女学院大学短期大学部（とうようえいわじょがくいんだいがくたんきだいがくぶ、英語: Toyo Eiwa College）は、神奈川県横浜市緑区三保町32に本部を置いていた日本の私立大学である。1950年に設置され、1999年に廃止された。大学の略称は東洋英和。

## 概要

### 大学全体
- 神奈川県横浜市緑区に所在した日本の私立短期大学で、設置主体は学校法人東洋英和女学院。
- 国内で最初に認可された短期大学149校[注 1]の1校として、1950年に1学科体制で開学した[注 2]。
- のちに学科の増設により2学科さらに、キャンパス移転に際して3学科に増設し、3学科と2専攻科体制となる。
- 1996年度の入学生を最後に[注釈 3]、短期大学としての使命を終える[注釈 4]。

### 建学の精神（校訓・理念・学是）
- 東洋英和女学院大学短期大学部における建学の精神は「敬神奉仕」となっていた。これは1928年に制定されたもので、この標語は、イエス・キリストが唱えた「心をつくし、精神をつくし、思いをつくして、主たるあなたの神を愛せよ」や「自分を愛するように、あなたの隣の人を愛せよ」の聖書にある言葉に由来する。

### 教育および研究
- 東洋英和女学院大学短期大学部には、開学当初から保育科がおかれていた。これは、1905年に現在の長野県上田市にある｢上田保姆伝習所｣が発端とされており、附属かえで幼稚園での教育実習も行われていた。
- 英文科では、英語力の習得に重点を置きながら英米の言語・文学・文化・人間・社会なども学ぶことで異文化理解を深めるねらいがあった。
- 最新である国際教養科では、西洋史、政治学、言語学、日本語･日本文学などの開講科目があり、学科名から英文科に比べれば開講科目の領域は幅広いような印象があった。
- 外国語科目にはギリシア語やラテン語などの科目があった。

### 学風および特色
- 東洋英和女学院大学短期大学部は、1884年カナダのメソジスト教会婦人ミッションによって創設された女学校が発端であり、そのことからキリスト教精神に則った教育が行われている。

## 沿革
- 1884年
  - 東京麻布に東洋英和女学院を創設する。
- 1949年
  - 10月 文部省[注釈 5]に短期大学[注 3]の設置認可に関する申請を行う[注 4]。なお、学科・専攻は以下の通りとなっている[注 5]。
    - 教育科 入学定員35名
- 1950年
  - 3月14日 左記を以て短期大学の設置が文部省[注釈 5]より認可される[注 6]。
  - 4月1日 左記を以て東洋英和女学院短期大学（とうようえいわじょがくいんたんきだいがく 英語：Toyo Eiwa Jogakuin Junior College[注釈 6]が以下の学科体制にて開学[注 7]。
    - 教育科→保育科 入学定員35名
- 1951年
  - 2月28日 学校法人が成立する[16]。
- 1954年
  - 4月1日 以下の学科を増設する[17]。
    - 英文科 入学定員40名

  - 5月1日 学生数[18]/定員
    - 保育科 75[注釈 7]/70
    - 英文科 59[注釈 7]/40
- 1958年
  - 5月1日 学生数[19]/定員
    - 保育科 87[注釈 7]/70
    - 英文科 113[注釈 7]/80
- 1961年
  - 4月1日 以下、学科の増員あり[20]。
    - 保育科 35→45
    - 英文科 40→100

  - 5月1日 学生数[21]/定員
    - 保育科 100[注釈 7]/80
    - 英文科 182[注釈 7]/140
- 1962年
  - 5月1日 学生数[22]/定員
    - 保育科 105[注釈 7]/90
    - 英文科 235[注釈 7]/200

  - 12月18日 専攻科の設置が認められ、以下の課程を設ける[23]。
    - 保育専攻 入学定員20名
    - 英文専攻 入学定員30名
- 1968年
  - 4月1日 専攻科保育専攻の修業年限を1年から2年に延長[注 8]
- 1986年
  - 4月1日
    - 以下の学科を増設する[26]。
      - 国際教養科 入学定員150名

    - 以下の通り入学定員増あり[注 9]。
    - 保育科 45→100
    - 英文科 100→150
    - 専攻科における各専攻に以下の変更あり。
      - 保育専攻の修業年限を2年から1年に短縮。
      - 英文専攻の入学定員を30→20に減員。

  - 5月1日 学生数[32]/定員
    - 保育科 214[注釈 7]/145
    - 英文科 339[注釈 7]/250
    - 国際教養科 185[注釈 7]/150
- 1987年
  - 5月1日 学生数[33]/定員
    - 保育科 245[注釈 7]/200
    - 英文科 413[注釈 7]/300
    - 国際教養科 378[注釈 7]/300
- 1989年
  - 4月1日 以下、入学定員減あり[注 10]。
    - 保育科 100→70
    - 英文科 150→130

  - 5月1日 学生数[38]/定員
    - 保育科 213[注釈 7]/170
    - 英文科 386[注釈 7]/280
    - 国際教養科 383[注釈 7]/300
- 1992年
  - 5月1日 学生数[注 11]/定員
    - 保育科 213[注釈 7]/140
    - 英文科 390[注釈 7]/260
    - 国際教養科 428[注釈 7]/300
- 1995年
  - 4月1日 東洋英和女学院大学短期大学部と改称[41]
- 1996年
  - 4月1日 この年度で短期大学としての学生募集を最終とする[注釈 3]。
  - 5月1日 学生数[42]/定員
    - 保育科 165[注釈 7]/140
    - 英文科 311[注釈 7]/260
    - 国際教養科 376[注釈 7]/300
- 1997年
  - 5月1日 学生数[43]/定員
    - 保育科 84[注釈 7]/70
    - 英文科 156[注釈 7]/130
    - 国際教養科 198[注釈 7]/150
- 1998年
  - 5月1日 学生数[44]/定員
    - 保育科 1[注釈 7]/-
- 1999年
  - 3月29日 左記をもって正式に廃止となる[注釈 4]。

## 基礎データ

### 所在地
- 神奈川県横浜市緑区三保町32[注釈 1]

### 象徴
- 東洋英和女学院大学短期大学部のカレッジマークはカエデの葉をイメージしており、メソジスト教会婦人ミッションがカナダにあったことから、その国のシンボルともなっているものを用いたものとみられる[注 12]。
- 大学歌は「東洋英和女学院」で北原白秋が作詞・山田耕筰が作曲している。
- シンボルマークはチャペルである。

## 教育および研究

### 組織

#### 学科
- 保育科 入学定員70名[注釈 8]
- 英文科 入学定員130名[注釈 8]
- 国際教養科 入学定員150名[注釈 8]

#### 専攻科
- 保育専攻 入学定員20名[46]
  - 短期大学で幼稚園教諭免許状または保母(現在の保育士)資格どちらか一方を取得した人がもう一つの資格を目指すための課程として設けられた。修業年限は昼間部1年制。
- 英語専攻 入学定員20名[46]
  - 英文系の学科を卒業した短期大学の学生を対象とした専攻課程であり、本科にある英文科と開講科目が類似していた。

#### 別科
- なし

#### 取得資格について
資格
- 保育士：保育科にて設置されていた。大半の学生はこの資格を得て卒業していたものとなっている。

教職課程
- 幼稚園教諭二種免許状：保育科にて設置されていた。大半の学生がこの免許を得て卒業していたものとなっている。
- 中学校教諭二種免許状（英語）：英文科にて設置されていた[注 13]。ほか、英文科には当初、中学校教諭ほか高等学校教諭免許状（英語）の教職課程が併設されていた[53]。

### 研究
- 『東洋英和女学院短期大学論集』[注釈 6]
- 『東洋英和女学院短期大学研究紀要』[55]
- 『研究紀要』[注釈 2]

## 学生生活

### 部活動・クラブ活動・サークル活動
- 東洋英和女学院大学短期大学部で活動していたクラブ活動
  - 体育系：ラクロス・軟式野球・バドミントン・テニス・スキー・バスケットボール・ゴルフ・ジャズダンス・バレーボール・チアリーディングほか。
  - 文化系：児童文化・音楽・聖書研究・日本文化研究ほか。

### 学園祭
- 東洋英和女学院大学短期大学部の学園祭は「かえで祭」と呼ばれていた。これは、短大のカレッジマークであるカエデに因んでいるものとみられる。

### スポーツ
- チアリーディング部が1994年夏に行われた｢第8回文部大臣杯争奪全日本部門別チアリーディング総合選手権大会｣での短大部門で3位入賞している。

## 大学関係者と組織

### 大学関係者一覧
歴代学長
- 秀村欣二

#### 出身者
- 水野真紀（タレント）：英文科出身。
- 江口ともみ（タレント）
- 梅宮万紗子（タレント）
- 徳川宜子（建築家）
- 加藤忍（女優、声優）
- 松村由利子（歌人）

## 施設

### キャンパス
- キャンパスは横浜市緑区内の閑静な場所にあり、大学と同じ敷地を使用していたが、大学に統合されるまでは短期大学部独自の校舎が大学のそれよりも多く、管理・研究室、教室、大講義室、実習室の各棟が立地していた。礼拝堂・同窓会館・図書館などは大学と共同使用されていた。
- 1990年に図書館が増築され、所蔵資料数が120,000冊になった。

### 学生食堂
- 東洋英和女学院大学短期大学部には、短大独自の学生食堂（学食）も設置されていた。

## 対外関係

### 他大学との協定
- アルビオン大学ほか

### 姉妹校
- 山梨英和短期大学
- 静岡英和女学院短期大学

### 系列校
- 東洋英和女学院大学
- 東洋英和女学院中学部・高等部

## 卒業後の進路について

### 編入学･進学実績
- 全学科を含めて系列の東洋英和女学院大学・東洋英和女学院大学短期大学部専攻科ほか信州大学・共立女子大学・駒澤大学・実践女子大学・上智大学・成蹊大学・清泉女子大学・津田塾大学・東京女子大学・法政大学・明治大学・明治大学・立教大学・和光大学・早稲田大学・フェリス女学院大学・立命館大学などがある。

## 附属学校
- かつては、東洋英和女学院大学短期大学部附属かえで幼稚園を擁していた。

## 関連サイト
- 東洋英和女学院大学概要・沿革